# ФК Славија Осијек
НК Славија Осијек је био фудбалски клуб из Осијека.

## Историја
Клуб је основан 1916. године. Одиграо је осам сезона у Првој лиги Југославије: 1924, 1925, 1926, 1930, 1933, 1935, 1936. и 1936/37.
Своју последњу сезону, 1940/41., клуб је одиграо у првенству Бановине Хрватске, када је заузео 9. место.
Са избијањем Другог светског рата и успостављањем Независне Државе Хрватске 1941, клуб је расформиран и није обновљен након рата.

## Познати играчи
- Фрањо Глазер
- Густав Лехнер
- Ернест Дубац